# Бала-де-Сус
Бала-де-Сус (рум. Bala de Sus) — село у повіті Мехедінць в Румунії. Входить до складу комуни Бала.
Село розташоване на відстані 264 км на захід від Бухареста, 31 км на північ від Дробета-Турну-Северина, 101 км на північний захід від Крайови.

## Населення
За даними перепису населення 2002 року у селі проживали 733 особи, з них 730 осіб (99,6%) румунів. Рідною мовою 730 осіб (99,6%) назвали румунську.